# Botanisk Tidsskrift
Botanisk Tidsskrift var et dansk blandet videnskabeligt og amatørtidsskrift om botanik, udgivet i København af Dansk Botanisk Forening. Botanisk Tidsskrift blev udgivet fra 1866 til 1980 da det blev lagt sammen med Botaniska Notiser, Friesia og Norwegian Journal of Botany til det fællesnordiske rent videnskabelige tidsskrift Nordic Journal of Botany.
Parallelt med Botanisk Tidsskrift udgav Dansk Botanisk Forening monografiserien Dansk Botanisk Arkiv.
Botanisk Tidsskrift indeholdt artikler på dansk, tysk, engelsk og fransk.
Alle numre af Dansk Botanisk Tidsskrift kan downloades via BHL-europe og europeana

## Ekstern henvisning
- Wikimedia Commons har flere filer relateret til Botanisk Tidsskrift